# Blekinge museum

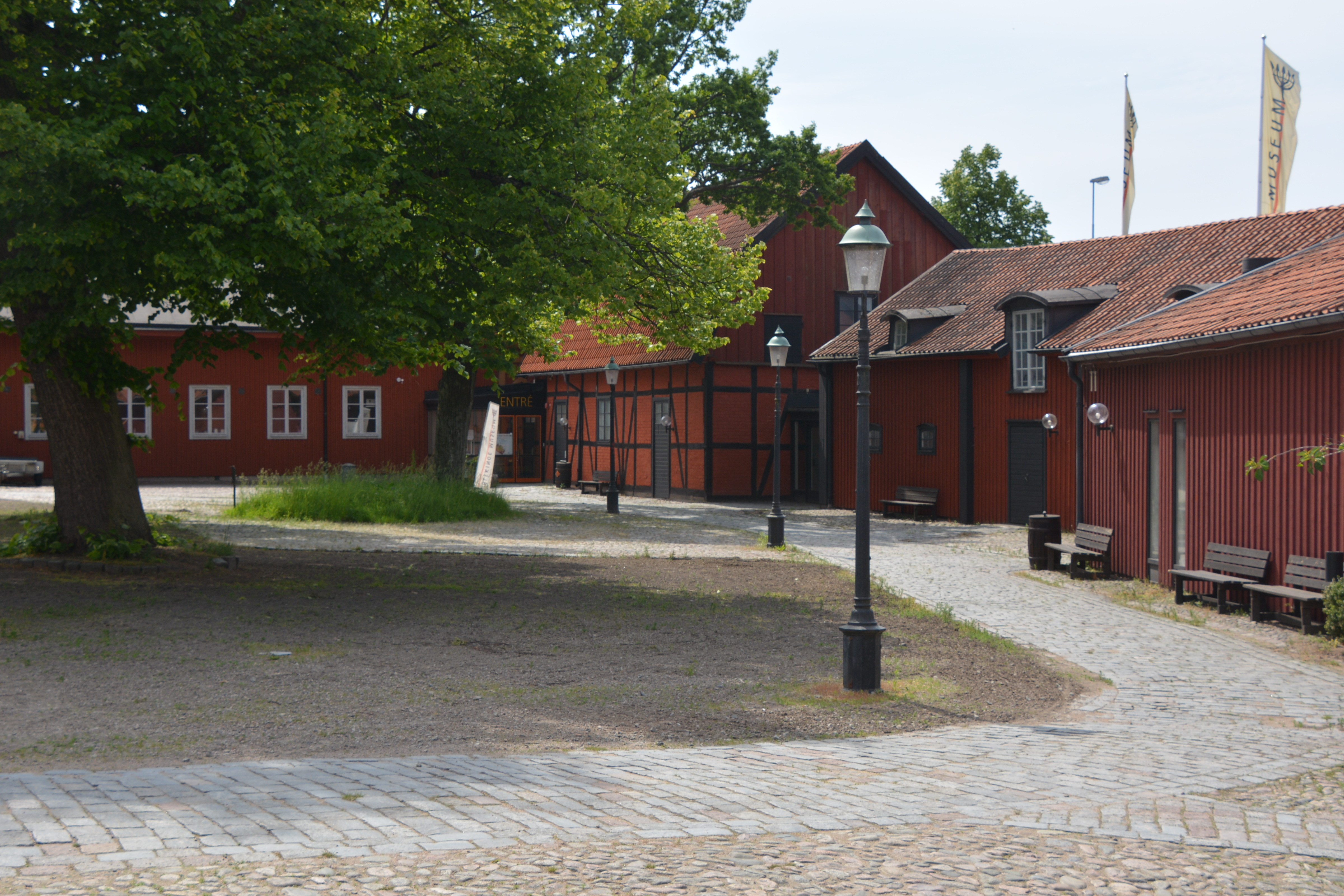
Blekinge museums gård. Längst till höger del av utställningsbyggnaden, följd av Stallet med takkupor och Packhuset med bland annat entrén till museet.

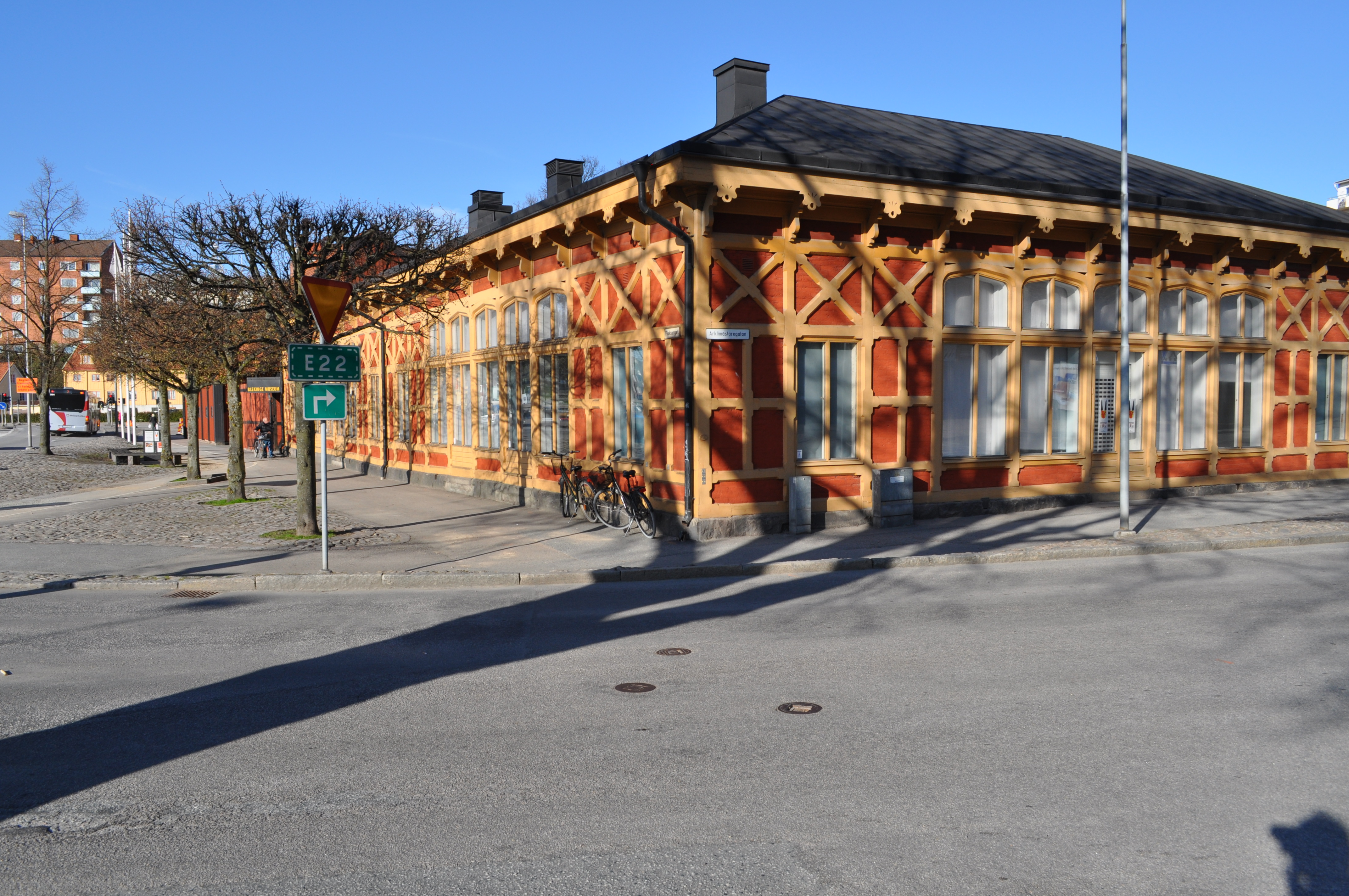
Blekinge museum vid Fisktorget.

Blekinge museum är ett länsmuseum i Blekinge, som grundades 1899. Museet har verksamhet i hela länet samt lokaler i centrala Karlskrona.

## Historia
Museet grundades av den 1877 stiftade Blekinge fornminnesförening, och verksamheten övertogs då av Blekinge museiförening. 1929 sammanslogs Blekinge museiförening med det 1923 bildade Blekinge hembygdsförbund till Blekinge musei- och hembygdsförbund.
Sedan 1923 ger man ut Blekingeboken, 1923–1926 under namnet Blekingebygder. Till museet hör även ett 1910 grundat friluftsmuseum i Vämöparken. Museet är sedan 1972 inrymt i världsarvsbyggnaden Grevagården nära Fisktorget i Karlskrona med det 1703–1705 uppförda Wachtmeisterska palatset som huvudbyggnad.
Museet stängde i oktober 2020 på grund av skador på sina byggnader såsom mycket hög fuktighetsnivå under golv, sättningar, slukhål, mögel och påväxt, orsakade av havsvatteninträngning under dem. Problemen drabbade främst museets fyra byggnader utmed Borgmästarefjärden. Under 2022 återöppnades delar av museet för allmänheten efter utförda saneringsarbeten. 
Den 18 juni 2025 invigde Prinsessan Adrienne, hertiginna av Blekinge in ett nytt lekrum med historie- och världshavstema. 

## Organisation och verksamhet

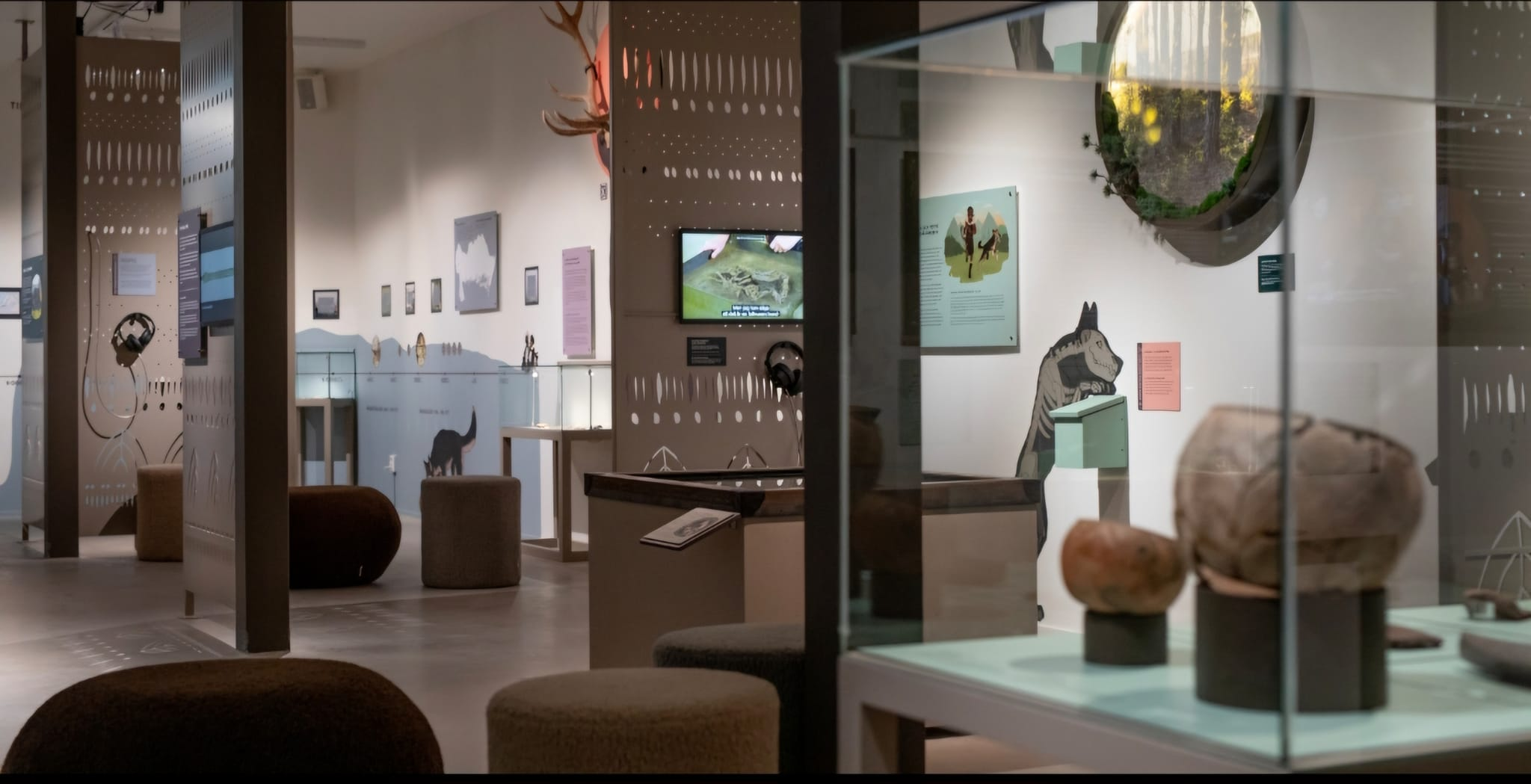
Utställningen "Tillbaka till forntiden" berättar om Blekinges sten - och bronsålder.

Blekinge museum har till uppgift att fördjupa och förtydliga kunskapen om kulturarvet, särskilt det blekingska, och vara ett forum för aktuell samhällsdebatt.  
Museet är sedan 1983 en stiftelse. Huvudmän är Region Blekinge, Karlskrona kommun och Blekinge Hembygdsförbund.
I Grevagården ligger museets utställningslokaler, butik, lekplats och en barockträdgård samt ett faktarum med litteratur och arkivalier med koppling till länet. Även andra byggnader ägs eller administreras av museet, som föremålsmagasinet på Rosenholm, de flesta stugorna i Wämöparken (Blekinges Skansen) samt Saxemara båtvarv i Ronneby. Museets profilområden är kust och skärgård, världsarvet örlogsstaden Karlskrona och Blekinges dansktid. 

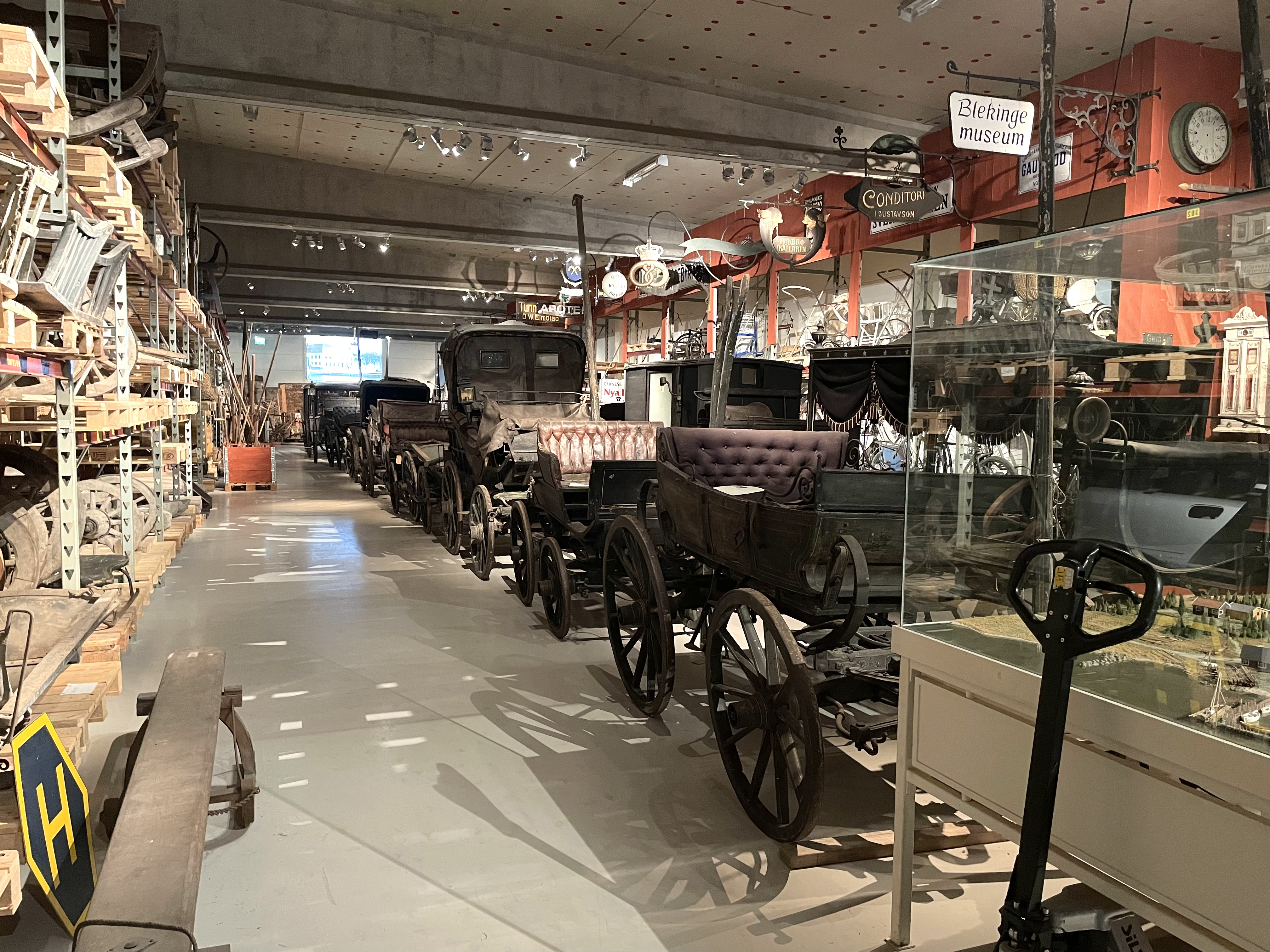
Blekinge museums öppna föremålsmagasin, 2022.

På museet visas en permanent utställning om världsarvet örlogsstaden Karlskrona. Årligen visas ett flertal tillfälliga utställningar på olika teman. I juni 2024 öppnade en ny basutställning, "Tillbaka till forntiden", som berättar om Blekinges sten - och bronsålder. Här visas bland annat det över 8000 år gamla hundskelett som hittades i samband med arkeologiska utgrävningar i Ljungaviken utanför Sölvesborg.
På Rosenholmsområdet utanför Karlskrona ligger museets föremålsmagasin, som är tillgängligt för allmänheten. Museet bedriver också arkeologisk uppdragsverksamhet och forskningsprojekt, av dessa kan nämnas utgrävningen av stenåldersboplatsen vid Ljungaviken i Sölvesborg, järnåldersboplatsen Västra Vång i Ronneby kommun, Blekinges farledsspärrar, medeltidsstaden Elleholm i Karlshamns kommun samt marinarkeologiska utgrävningar av det senmedeltida vraket Gribshunden i Blekinge skärgård. Forskningsprojekten utförs ofta i samverkan med Lunds universitet.

## Samlingar

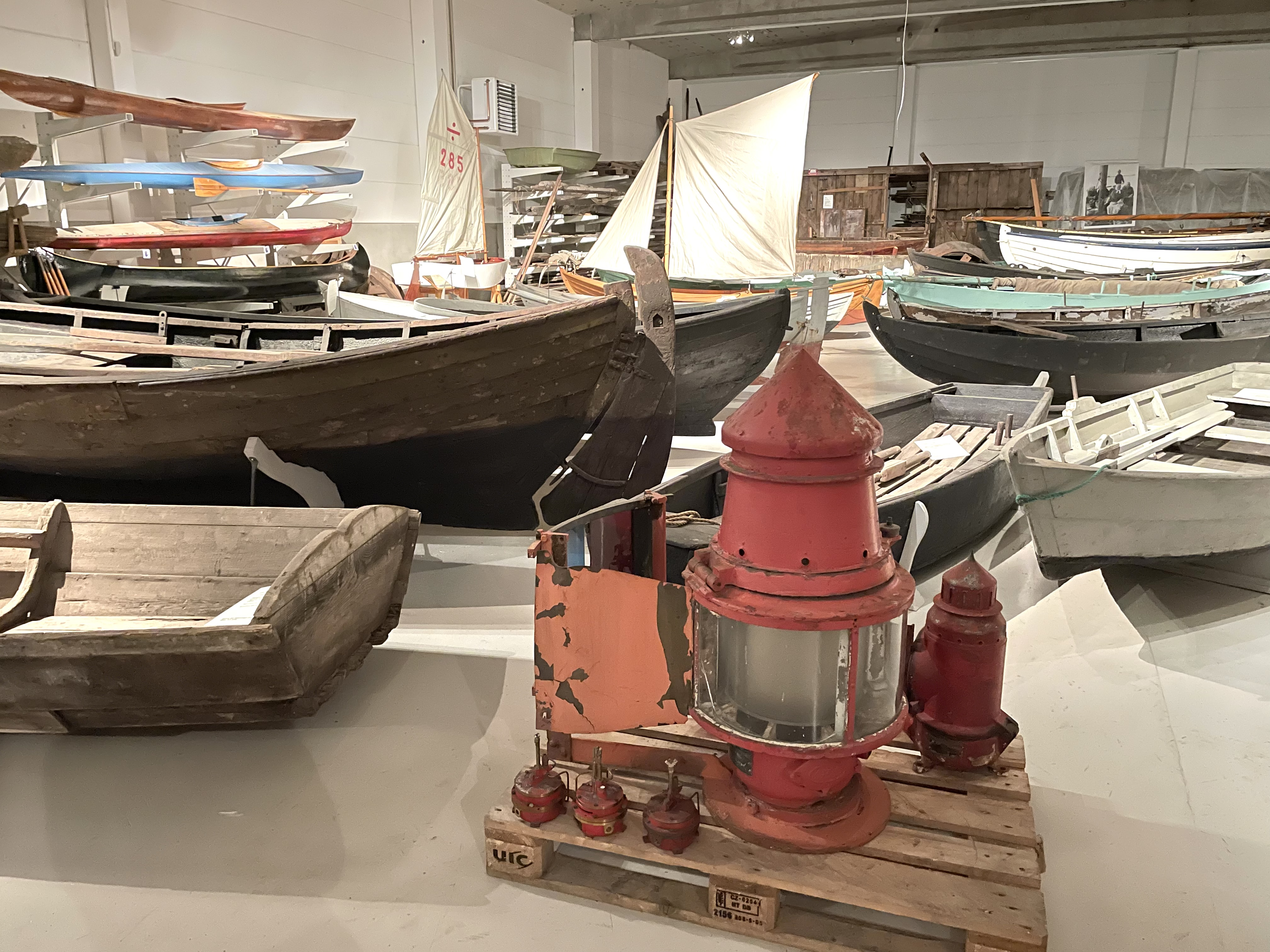
Några av allmogebåtarna i Blekinge museums samlingar, 2022.

På museet finns samlade minnen och spår från människans historia i Blekinge. I samlingen finns över 60 000 föremål och över 1 miljon fotografier. Utöver detta finns arkivalier, kartor och litteratur. Museet innehar en av landets största samlingar av allmogebåtar. I samlingen finns även unika arkeologiska fynd, inte minst från vraket Gribshunden. 
Museet publicerar sina digitaliserade samlingar på en egen webbsida och över 60 000 objekt via Riksantikvarieämbetets söktjänst Kringla samt Europeana.